# Aegidius Dickmann

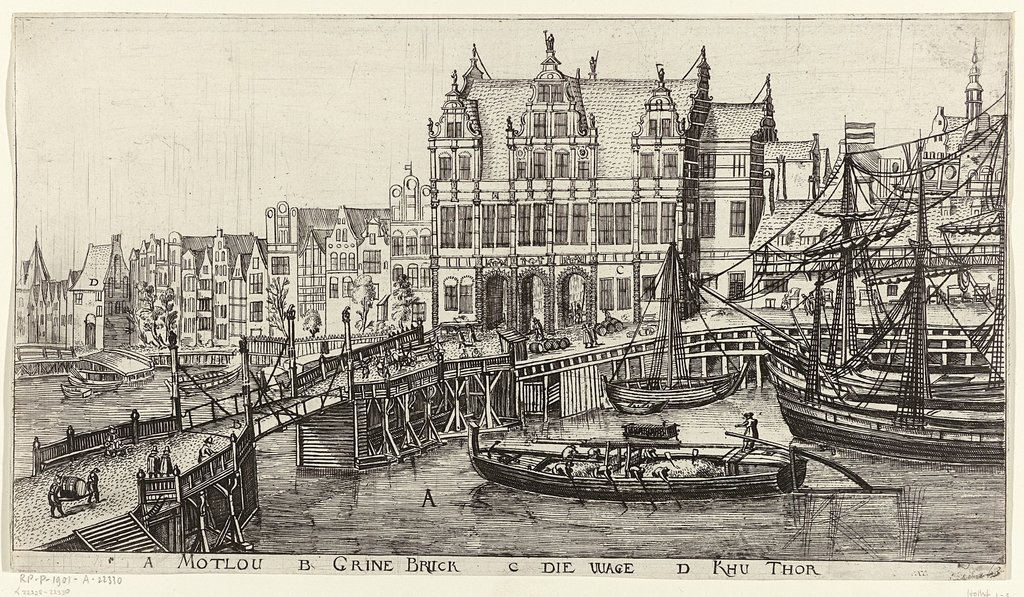
Danziger Hafen, 1617/25

Aegidius Dickmann (getauft 10. April 1591 in Danzig, Polnisch-Preußen; † nach 1625) war ein Kupferstecher in Danzig.

## Leben und Wirken
Die Eltern Martin und Elisabeth Dickmann waren möglicherweise niederländischer Herkunft. Er schuf 1617 eine Gesamtansicht von Danzig, sowie 14 Ansichten von einzelnen Plätzen. 1619 wurde eine Gesamtansicht in einem Buch für den verstorbenen Bürgermeister Johannes von der Linde abgebildet.
Dickmann wurde mit finanzieller Unterstützung des Rates der Stadt Danzig zu Studien nach Haarlem in den Niederlanden geschickt. In Amsterdam erschienen die 14 Stadtansichten in Præcipuor. locorum et ædificiotum quae in urbe Dantiscana visuntur aedumbracio bei Frederik de Wit, die das Datum 1625 tragen. Da die Offizin von de Witt erst im Jahr 1648 gegründet wurde, ist diese Ausgabe nach der Meinung des Danziger Stadtbibliothekars Otto Günther erst 1648 und erneut 1670 als Nachdruck erschienen. Wer die Ausgabe von 1625 druckte konnte er nicht ermitteln, da die Angaben aus den Druckplatten entfernt und überschrieben wurden. Günther stellte fest, dass das Monogramm nicht aus A D F, sondern AE und D zusammengesetzt ist. On Dickmann nach Danzig zurückkehrte oder in den Niederlanden verstarb, ist unbekannt.